# Het brilletje van Tsjechov
Het brilletje van Tsjechov: reizen door Rusland is het reisverhaal van Michel Krielaars dat hij opschreef als navolger van de reizen van Anton Tsjechov door het Russische Rijk en Europa ruim een eeuw eerder. Het boek bevat 76 hoofdstukken, een dankwoord, een chronologische samenvatting van het leven van Anton Tsjechov en tot slot een literatuurlijst. Het boek bevat veel passende passages uit het werk van Tsjechov en een enkele keer van een tijdgenoot. Het werk werd in 2014 bekroond met de Bob den Uyl-prijs.

## Achtergrond
Anton Tsjechov leefde onder het regime van de tsaren en had wel interesse voor politiek, maar liet dat zo min mogelijk blijken in zijn verhalen en toneelstukken. Toch moest hij zijn werk vaak aanpassen aan de wensen van de censor. Zijn werk is nooit in de ban gedaan, noch onder het tsarenbewind, noch onder de communisten noch onder de nationalisten, die de laatste 25 jaar het Russische Rijk besturen. Fjodor Dostojevski ontkwam als socialist ternauwernood aan het vuurpeloton en vervulde 4 jaar dwangarbeid in Siberië. Daarna verzoende hij zich met het orthodoxe geloof en werd een nationalist. Graaf Leo Tolstoj, een nationalist, kwam aan het eind van zijn leven in een slopend conflict met de Russisch orthodoxe kerk over het geloof. Hij keerde zich zowel tegen het atheïsme als tegen het materialisme en bleef decennialang in zijn geboorteland  omstreden.

## Samenvatting
De auteur kent Rusland nog uit de tijd van de Sovjet-Unie maar zijn contact is het intensiefst in de periode 2007-2012, waarin hij correspondent voor het NRC was in Moskou. Hij besluit Rusland te bekijken door de bril van Tsjechov, schrijver en afgestudeerd arts, een man uit het volk. Tsjechov beschreef ruim een eeuw geleden hoofdzakelijk het alledaagse leven van de gewone Rus met ironie en gevoel voor de tragiek. Door hem na te reizen kan hij de vergelijking tussen het leven onder de tsaren maken  met het huidige onder de Russische nationalist Vladimir Poetin. De eindconclusie kan niet anders zijn dan dat de Russen van een sterke leider houden en dat Poetin het enige alternatief is voor Rusland. Veel dingen die mis waren in de tsarentijd zoals corrupte politie, politiek rechtsprekende rechters, eeuwenoude bureaucratie en een matige gezondheidszorg zijn niet veranderd, maar de Rus heeft zich daaraan aangepast.
Anton Tsjechov werd in 1860 geboren in Taganrog in het uiterste westen van Rusland aan de Zee van Azov. Hij studeerde en woonde lange tijd in Moskou en kocht op latere leeftijd een landgoed Melichovo. Vervolgens kocht hij nog een landgoed in Jalta en woonde er ook  korte tijd. In de laatste jaren van zijn leven zocht hij genezing voor zijn opspelende tbc in Duitsland en stierf in het Duitse kuuroord Badenweiler in 1904. Hij werd in Moskou begraven.
Tsjechov maakte in 1890 een bijzondere reis van Moskou naar het eiland Sachalin, een berucht Siberisch strafkamp. Hij reist van Moskou naar het verre Oosten en constateert tot zijn verwondering dat de Russen steeds liberaler worden naarmate hij dichter  bij Sachalin komt. Verbanning naar Siberië is aldaar iets dat minder als straf worden gevoeld. Michel Krielaars komt op zijn reis tot dezelfde conclusie. In het hele Russische rijk bestaat overal een hunkering naar Moskou en Sint-Petersburg, maar het leven wordt in die plaatsen nog steeds veel meer gedomineerd door het ingrijpen van de dominante politieke krachten. Het leven in de provincie is relaxter en gelukkiger. 
Het moderne Rusland komt er in vergelijking met Oekraïne redelijk goed vanaf in de beschrijvingen van Michel Krielaars. Het is wel een land van dronken mannen en ambitieuze vrouwen. De praktijk is dat de mannen zich vroeg dood drinken en dat hun bruiden, als ze dan al getrouwd zijn, decennialang weduwe zijn. Ontluisterender is de situatie in Oekraïne, een land waarin de bewoners al hun geloof in een menswaardige toekomst lijken te hebben verloren sinds hun afsplitsing van de Sovjet-Unie. Genadeloze corruptie, maffia en nieuw geld bij een klein aantal oligarchen. De gezondheidszorg is er ontluisterend slecht.
Twee vergelijkingen tussen het Rusland van Tsjechov en dat van Poetin zijn vermeldenswaard.
- De cholera-epidemie in 1890 en de  veenbranden rond Moskou in 2010. In beide gevallen was er sprake van onvoldoende preventieve maatregelen.

- De industrieel  Lopakhin uit het toneelstuk De kersentuin, die de kersentuin wil kopen en afbreken. Een eeuw later eigenden de oligarchen onder Jeltsin zich  de rijkdommen van Rusland ongegeneerd toe.

De grootste winst voor de Russische politiek in het boek zit verborgen in de beschrijving van de route die Anton Tsjechov nam vanaf het eiland Sachalin. Na lange omzwervingen komt hij terug in Rusland in de havenstad Odessa.